# Dreamcast

Dreamcast (japanski jezik ドリームキャスト; razvojna imena "Blackbelt", "Dural" i "Katana") je ime za igraću konzolu koju je razvila japanska tvrtka Sega. Dreamcast je i zadnja konzola za tvrtku Sega, ovaj proizvod je bila zadnje slamka sa spašavanje dijela tvrtke koja se bavila proizvodnjom konzola, tako da je strojovolje Dreamcasta bilo veoma napredno i izbačeno je na tržište godinu prije (1998.) Sony PlayStation 2, no nije uspjelo da okrene položaj Sege na tržištu igraćih konzola. Nakon neuspjeha Dreamcasta, Sega se povlači iz proizvodnje igraćih konzola.